# Pere Pau Montaña i Placeta

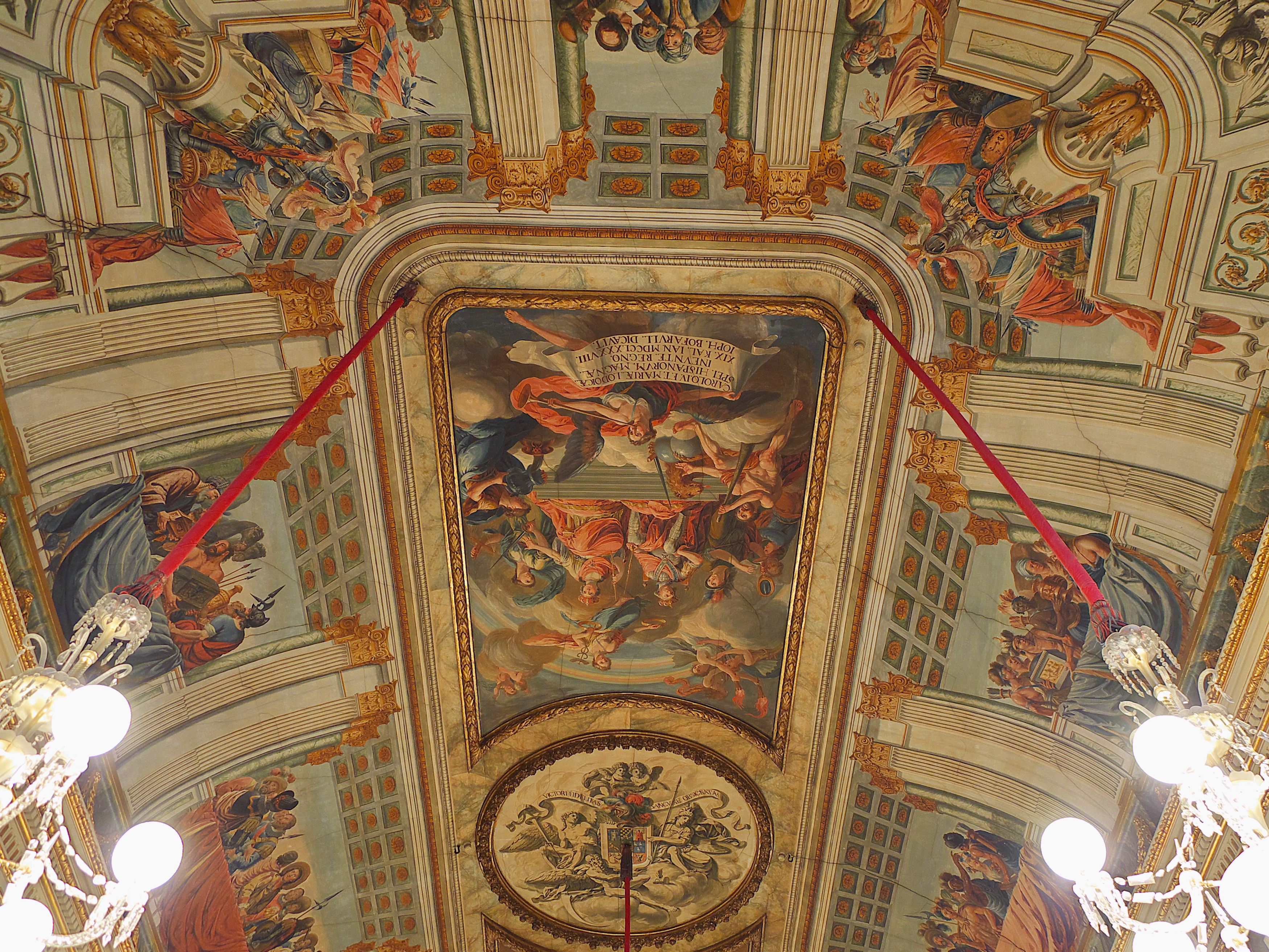
Sostre del Palau Bofarull dissenyades per Pere Pau Montaña

Pere Pau Montaña i Placeta,
(Barcelona, 1749 - 1803) fou un pintor barroc català.
Fill del sastre Pau Montaña, sembla que va estudiar sota les ordres de Francesc Tramulles i va ser deixeble de Josep Llanes. El 1775 va aconseguir la plaça d'ajudant de director de l'escola de la Llotja. També arribaria a ser membre de l'Acadèmia de Sant Carles de València.
Treballà principalment per a l'Església, la noblesa i la burgesia. A l'àmbit religiós, seguí l'estil iniciat per Antoni Viladomat: llenços de Santa Maria de Mataró i altar de la capella del Santíssim a la Mercè de Barcelona.
A Reus feu la decoració del Teatre Municipal (1777) i el saló del Palau Bofarull (1788).
A Barcelona realitzà la decoració de l'edifici de la Duana (posteriorment, Govern Civil i Delegació del Govern, 1790), dedicada al rei Carles III, així com l'edifici de la Llotja de Barcelona. Per a famílies burgeses decorà les cases del Marquès de Palmerola, d'Alabau -una façana a la Rambla- i de Pau Ramon (amb el tema L'expedició catalana a l'Orient, lamentablement destruït en enderrocar-se l'edifici pel PERI del barri del Raval en temps de l'alcalde Pasqual Maragall). També va pintar els quadres del retaule de la capella de Tots Sants a la Catedral de Barcelona. També conreà el paisatge i els temes populars.
Fou director de l'Escola de Nobles Arts, i des de 1799, acadèmic de la Reial Acadèmia de Belles Arts de San Fernando.
El seu fill Pau Montaña i Cantó també es va dedicar a la pintura, si bé va morir molt jove i amb poca obra coneguda.